# Bleptina araealis
Bleptina araealis är en fjärilsart som beskrevs av George Francis Hampson 1901. Bleptina araealis ingår i släktet Bleptina och familjen nattflyn. Inga underarter finns listade i Catalogue of Life.